# Abbaye Notre-Dame de Sablonceaux
L’abbaye Notre-Dame de Sablonceaux est une abbaye augustinienne fondée en 1136 par le duc d'Aquitaine Guillaume X. Elle est située à Sablonceaux, une commune située dans le département de la Charente-Maritime. Florissante au Moyen Âge, elle décroît avec le régime de la commende.
Vendue comme bien national sous la Révolution française, elle est longtemps laissée à l'abandon et partiellement démolie. Au début du XXe siècle, elle est utilisée comme centre de santé, orphelinat puis comme centre agricole. Patiemment restaurée depuis 1962 grâce à l'intervention d'André Malraux, elle est rendue à la vie religieuse en 1986 avec son rachat par le diocèse de La Rochelle et Saintes et l'installation en son sein de la communauté du Chemin Neuf, communauté de spiritualité ignatienne issue du renouveau charismatique.

## Histoire

### Fondation

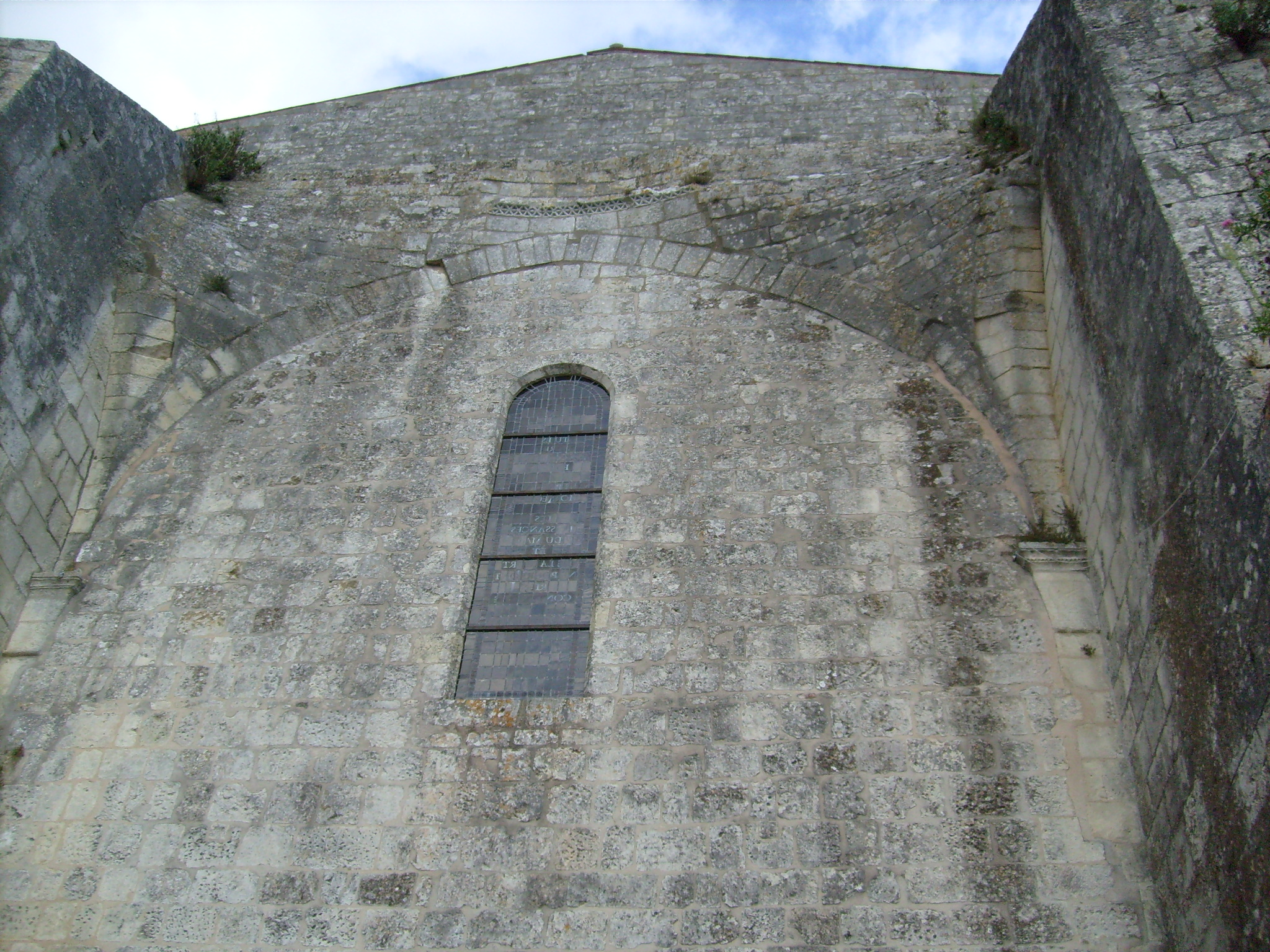
Façade de l'église et amorces des coupoles détruites.

Elle fut fondée aux environs de l'an 1136, quand Guillaume X, duc d'Aquitaine et comte de Poitiers, offrit quelques-unes de ses possessions à l'église pour se faire pardonner de son soutien à l'antipape Anaclet II. Convaincu de son erreur par Bernard de Clairvaux, lequel avait mandaté auprès de Guillaume l'un de ses amis, l'ermite Geoffroy de Lauroux, il fonda deux abbayes : l'une en terre poitevine, à Fontaine-le-Comte ; l'autre en terre saintongeaise, dans un endroit isolé entouré d'une immense forêt, la forêt de Baconais : Sablonceaux.

La charte publiée par Guillaume X développe les terres qu'il donne à l'abbaye pour assurer sa subsistance future : 

« tout ce que je possède dans Maleville et tout ce que j’ai dans l’endroit appelé Saint Romain de Benet et dans cette paroisse tant en landes qu’en marais et terres cultivées ou incultes et tout ce qui m’appartient sur le terrier de Toulon et dans le marais y joignant et aussi les terres cultivées ou incultes qui s’étendent à l’entour. [...] Le lieu de Bertesil, avec ses landes et ces marécages, lesquels marécages s’étendent du lieu de Sablonceaux jusque vers le col de Molendin. [...] le lieu qui se nomme Monsagro, avec les bois, les terres cultivées ou incultes, douces ou salées, avec tout ce qui s’y trouve et en dépend, soit en volatiles, quadrupèdes et poissons et tout ce que j’ai en ce lieu y compris la lande de la Chevre-pendante qui s’étend jusque vers le bois que l’on appelle maintenant de Vollan. [...] Et la lande qui se nomme d’Arbre-courbe, qui s’étend depuis le lieu ci-dessus désigné jusque vers la gorge de Taveau. »

Geoffroy de Lauroux (ou de Lorroux) en devint le premier abbé. Cependant, il n'aura guère le temps de fréquenter l'abbaye, du fait de sa nomination comme évêque de Bordeaux, c'est-à-dire primat d'Aquitaine. 
L'abbaye, placée sous la règle de Saint-Augustin (abbaye augustinienne) prospéra rapidement, du fait de la double protection du duc d'Aquitaine et de l'archevêque de Bordeaux. Les travaux de l'église abbatiale semblent avoir déjà été en cours en 1160. Celle-ci fut conçue aussi imposante que dépouillée, comprenant une nef à file de coupoles et une abside romane. Le 17 mars 1189, le duc de Brunswick, gouverneur de l'Aquitaine au nom de son oncle Richard cœur de Lion, roi d'Angleterre, fit de grandes libéralités aux religieux de Sablonceaux. Ceux-ci devinrent par ailleurs de puissants propriétaires fonciers, gérant forêts, exploitations agricoles, et surtout marais salants. 
Au XIIIe siècle, l'abbaye possédait plusieurs dépendances, allant des paroisses de l'Ilatte et de Monsanson aux terres agricoles de Berthegille, Sommiers, Malleville, en passant par les marais salants de L'Aubat et de Malaigre. Dîmes et prélèvements permirent l'agrandissement des bâtiments abbatiaux.

### Le temps des troubles

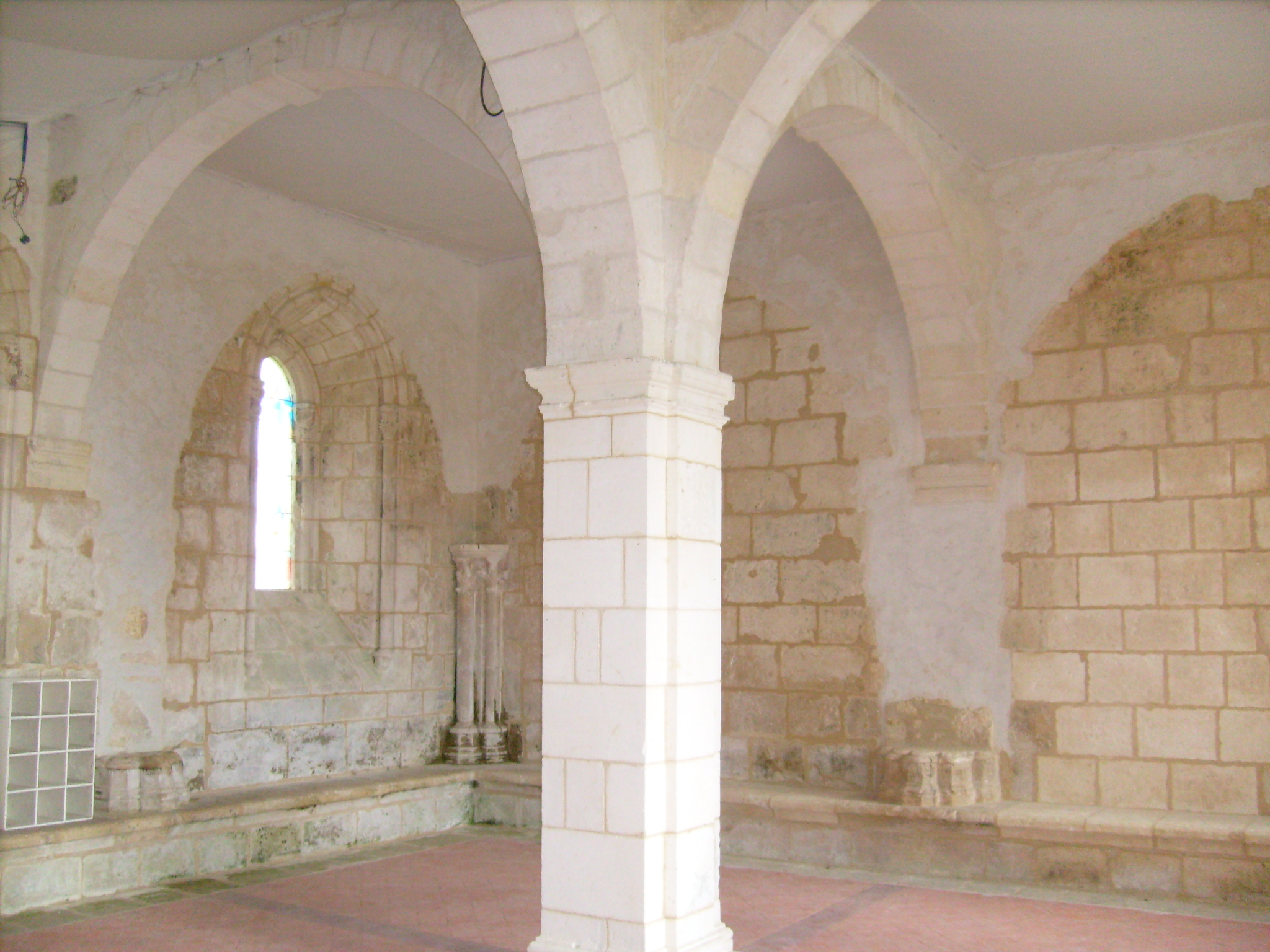
Salle capitulaire.

Cependant, les rivalités franco-anglaises vinrent fortement perturber cette partie de la Saintonge. L'anarchie s'installa et des bandes armées mirent à sac le pays. Durant cette période, l'abbaye fut pillée, et l'église abbatiale considérablement endommagée. Au XIVe siècle, les religieux rebâtirent le chœur, remplaçant l'abside romane par un chevet plat d'inspiration cistercienne. Le clocher primitif, bâti à la croisée du transept, fut remplacé par la tour gothique actuelle, laquelle s'élève sur le croisillon sud.
Le calme retrouvé au XVe siècle fut de bien courte durée. Lors des guerres de religion, Sablonceaux devint l'un des bastions catholiques d'une région largement ouverte aux idées réformées. Lorsque survinrent les premiers combats, notamment lors du siège de Pons, l'abbé de Sablonceaux mobilisa ses vassaux et gens d'armes contre les troupes protestantes. Cependant, en 1568, les troupes protestantes prirent l'abbaye, la pillèrent et l'incendièrent une première fois.

Ce premier assaut passé, Sablonceaux vécut une seconde décrépitude quand les moines perdirent de vue leurs idéaux monastiques et se comportèrent de façon dissolue, en particulier avec l'essor du régime de la commende : 

« Gabriel Martel, dernier Abbé régulier de Sablanceaux, depuis 1615 jusqu’en 1621, ne résidoit plus dans cette abbaye, & s’emparoit de presque tous les revenus ; alors les Religieux demandèrent en Cour de Rome un Abbé commendataire. [...] Les religieux n’avoient pas alors une conduite fort régulière, & leurs mœurs déréglées ne devoient pas inspirer beaucoup de respect aux Catholiques, & encore moins aux Protestans. Lorsqu’en 1633, Henri d’Escoubleau de Sourdis, Archevêque de Bordeaux, fut nommé Abbé commendataire de Sablanceaux, il ne put voir sans indignation la vie scandaleuse des Moines. Pour remédier à ces maux, il prit le parti extrême de renvoyer, sans exception, tous les Religieux de cette communauté, de les disperser en leur donnant des pensions, & de les remplacer par des Religieux plus exemplaires. »

Une seconde attaque intervint bien plus tard, en 1622. L'utilisation par le chef protestant Soubise de trois pièces d'artillerie causa d'importants dégâts. Deux siècles après, en 1840, on retrouvera encore des boulets issus de cette bataille dans les combles de l'église abbatiale. 
De même, l'église paroissiale du village, dédiée à Saint-André, est totalement détruite à cette même époque. Une fois le calme revenu, les chanoines de l'abbaye cédèrent aux paroissiens la chapelle nord du transept, en attendant la reconstruction de l'église du village. Celle-ci n'intervint jamais : l'abbatiale demeure encore aujourd'hui l'église paroissiale de Sablonceaux.

### La reconstruction
En 1633, l'abbaye passa sous le contrôle de l'abbaye de Chancelade, située en Périgord.
L'évêque de Lescar, Hardouin de Chalon de Maisonnoble, qui fut abbé commendataire de 1715 à 1763 initia à partir de 1723 une campagne de restauration de l'église et des bâtiments abbatiaux. Le mobilier liturgique de l'église est rénové, accueillant un retable baroque. Un nouveau logis abbatial fut édifié. En 1784, le dernier abbé commendataire, Marie-Nicolas de Bourgogne, vint prendre possession des lieux. Quand la Révolution française arriva, l'abbaye comptait douze moines.

#### Liste des abbés commendataires de Sablonceaux
- Raymond de Montaigne
- Henri d'Escoubleau de Sourdis (1630-1645), archevêque de Bordeaux
- Hardouin de Péréfixe de Beaumont (1645-1671), archevêque de Paris
- Hardouin Fortin de La Hoguette (1671-1715), archevêque de Sens
- Hardouin de Chalon de Maisonnoble (1715-1763), évêque de Lescar
- Abbé Pierre Valentin Duglas (1763-1784), vicaire général d'Auch
- Abbé Marie-Nicolas de Bourgogne (1784-1790), chanoine de la cathédrale de Reims

### La déchéance

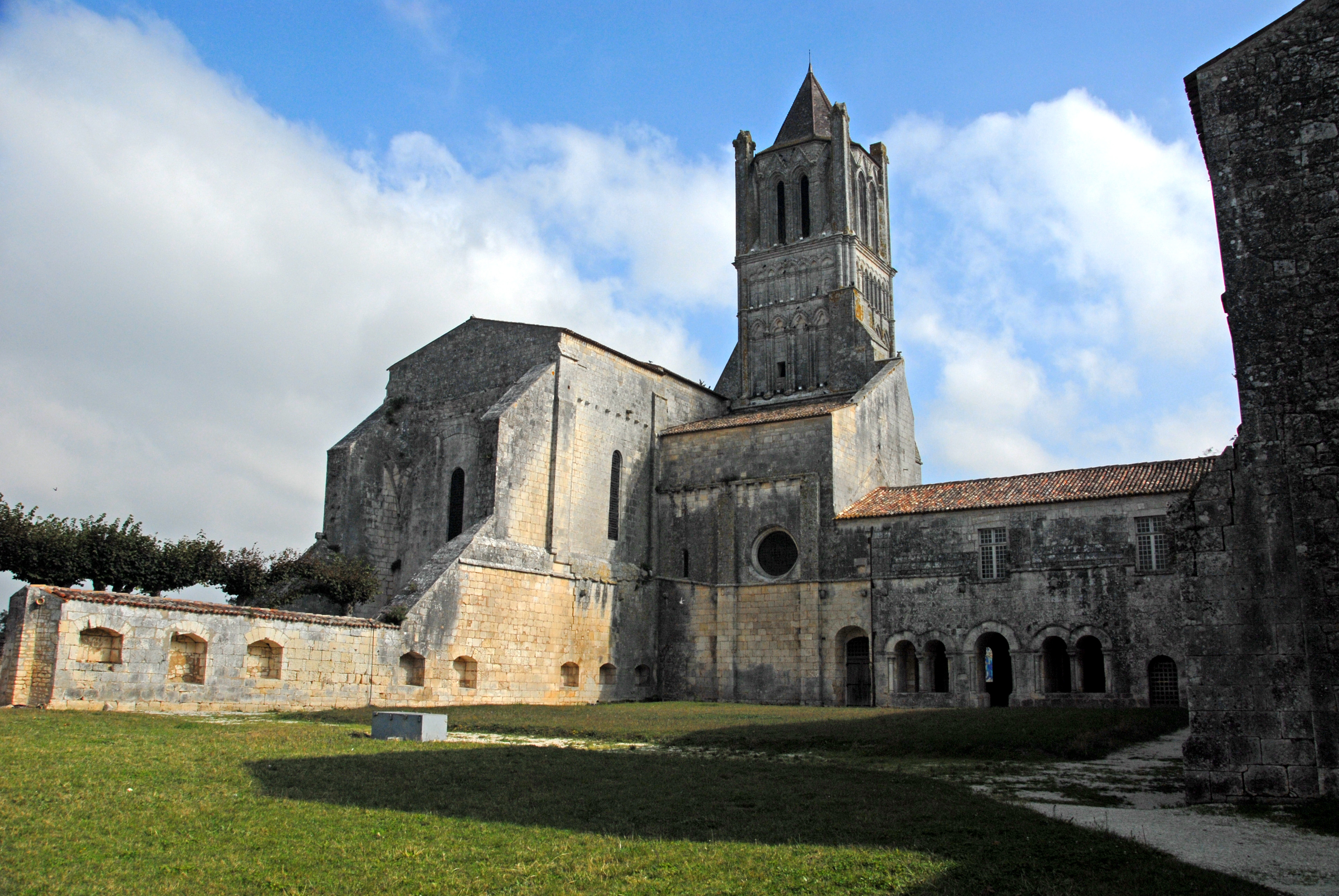
L'abbaye de Sablonceaux.

Durant l'époque révolutionnaire, l'abbaye est vendue comme bien national. Un commissaire de la marine de Rochefort, Charles Le Moine, en fait l'acquisition peu après, pour la somme de 39 320 livres. Il transforme l'abbaye en carrière de pierre, et pour ce faire fait démolir une partie des bâtiments conventuels. Le château abbatial est démantelé, de même qu'une partie de la nef de l'église, qui apparaît encore intacte sur une gravure de 1794. De trois coupoles, la nef de l'abbatiale passe à une seule.
Celle-ci, à demi ruinée, est rendue au culte au début du XIXe siècle, puis fermée de nouveau en 1838 sur décision de l'évêque de La Rochelle et Saintes, à cause du danger qu'elle représente. Néanmoins, Eusèbe Brager, un prêtre, prend ses fonctions en 1847. Un presbytère est construit en 1856. Des réparations d'urgence, effectuées par la municipalité, ne suffisent pas à sécuriser l'édifice, qui menace de s'écrouler.
Dans le même temps, des démarches auprès du ministère de l'Intérieur sont entreprises par le maire de l'époque pour sauvegarder le bâtiment. L'église ne sera finalement classée aux monuments historiques qu'en 1907. Des travaux d'urgence sont effectués par la commission des Beaux-Arts, mais le sanctuaire est toujours en péril.

### De multiples reconversions

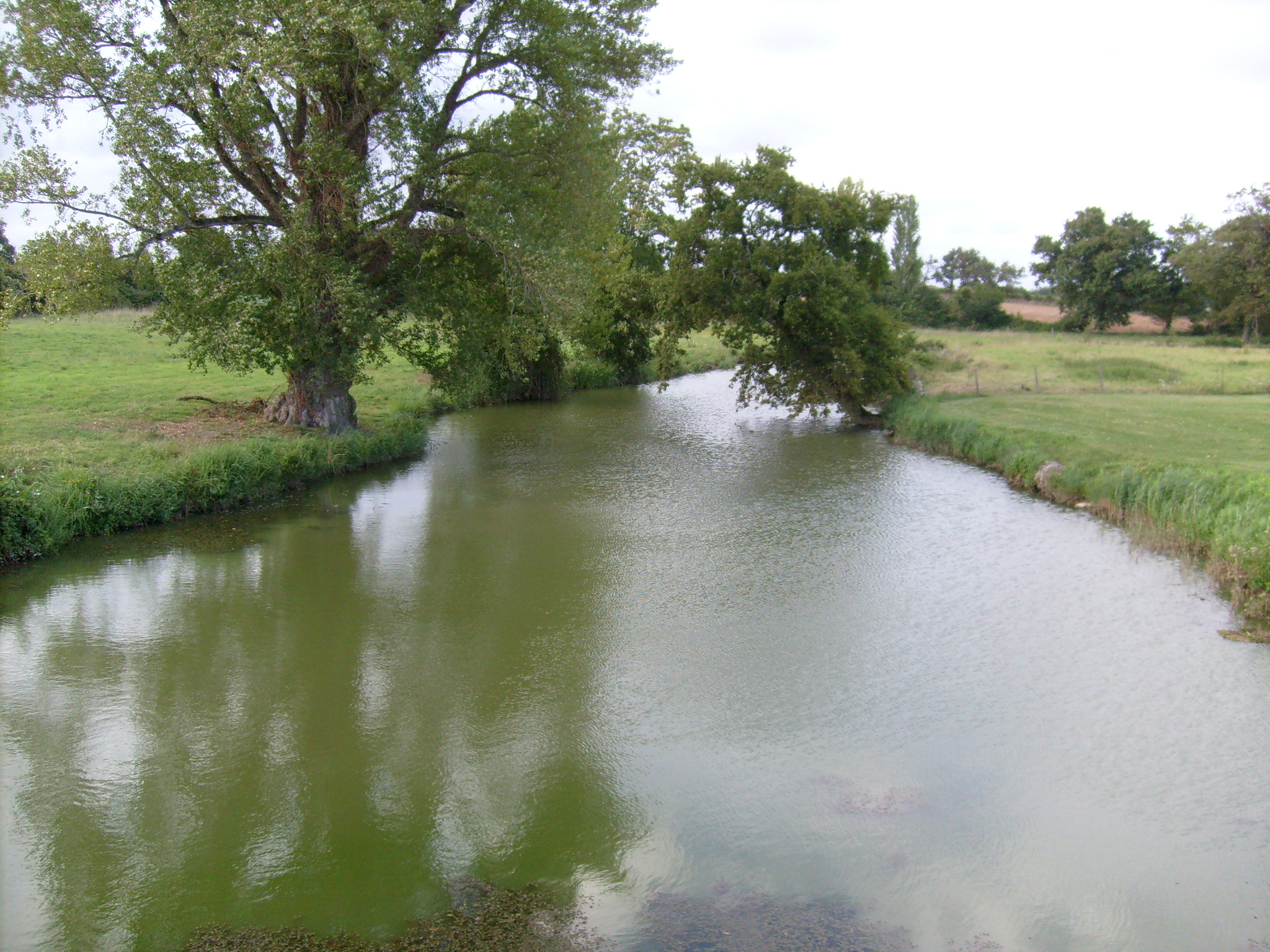
Le riveau de l'abbaye.

Les bâtiments conventuels sont finalement vendus à la municipalité par la famille Le Moine en 1912. Faute de crédits pour entretenir un bâtiment voué à la ruine, celle-ci revend l'abbaye (hormis l'église) au docteur Martz, qui en fera un centre de cures de santé. Cette reconversion inattendue n'empêche pas de nouveaux bâtiments de s'effondrer, dont le logis du prieur vers 1920. En 1925, une partie de la salle capitulaire connaît le même sort.
En 1940, l'abbaye, achetée par la famille Cornardeau, est transformée en orphelinat par Paule Cornardeau, surnommée « Maman Paule ». L'orphelinat accueille vingt enfants en 1941, il y en a presque une centaine en 1944. Après-guerre, l'abbaye accueillera une laiterie, où sera fabriqué notamment le camembert « Le vieux porche ».

### La renaissance
À partir de 1962 commence le chantier de restauration de l'église, sous l'impulsion d'André Malraux, alors ministre de la Culture. Il faudra vingt ans pour remettre en état le sanctuaire.
En 1986, la famille Cornardeau choisit de vendre les bâtiments conventuels. Ceux-ci sont rachetés en 1987 par le diocèse de La Rochelle et Saintes. L'abbaye est ensuite confiée à la Communauté du Chemin Neuf avec la triple mission d'en faire un centre spirituel, un centre d'accueil pour des retraites ainsi que pour les visiteurs et les touristes, enfin un centre artistique. L’abbaye a depuis retrouvé sa dimension religieuse avec les offices et l’eucharistie célébrés quotidiennement.
La communauté y a ouvert un atelier de céramiques, une biscuiterie et un magasin de produits monastiques. C’est aussi un lieu culturel pour des expositions et des concerts.

## Architecture

### L'église Notre-Dame

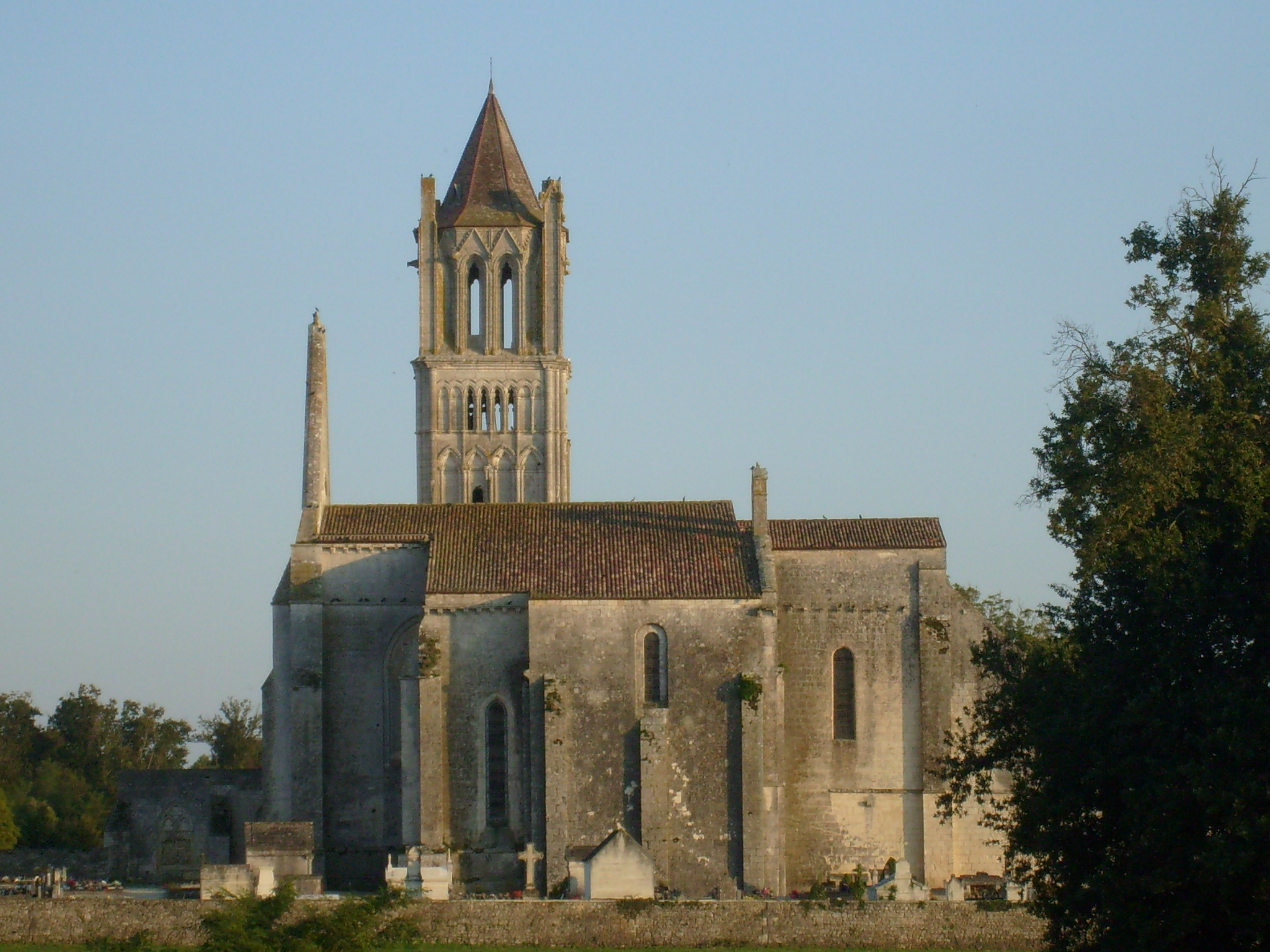
L'église abbatiale.

Ce vaste sanctuaire bâti à partir du XIIe siècle se composait à l'origine d'une longue nef d'environ 60 mètres de long comprenant trois coupoles sur pendentifs, l'ensemble étant précédé d'un narthex. Partiellement détruite après la Révolution française, elle a perdu sa façade de style roman saintongeais et deux de ses coupoles, dont on peut voir des traces de part et d'autre de la façade. 
L'édifice actuel est réduit à un plan en forme de croix grecque. La nef, formant une unique travée, accueille une vaste coupole, de même que la croisée du transept. Leur hauteur est de 18 mètres, leur diamètre, de 7 mètres 40. Les deux bras du transept, voûtés en berceau brisé, accueillent des absidioles quadrangulaires voûtées d'ogives et ornées de baies gothiques. 

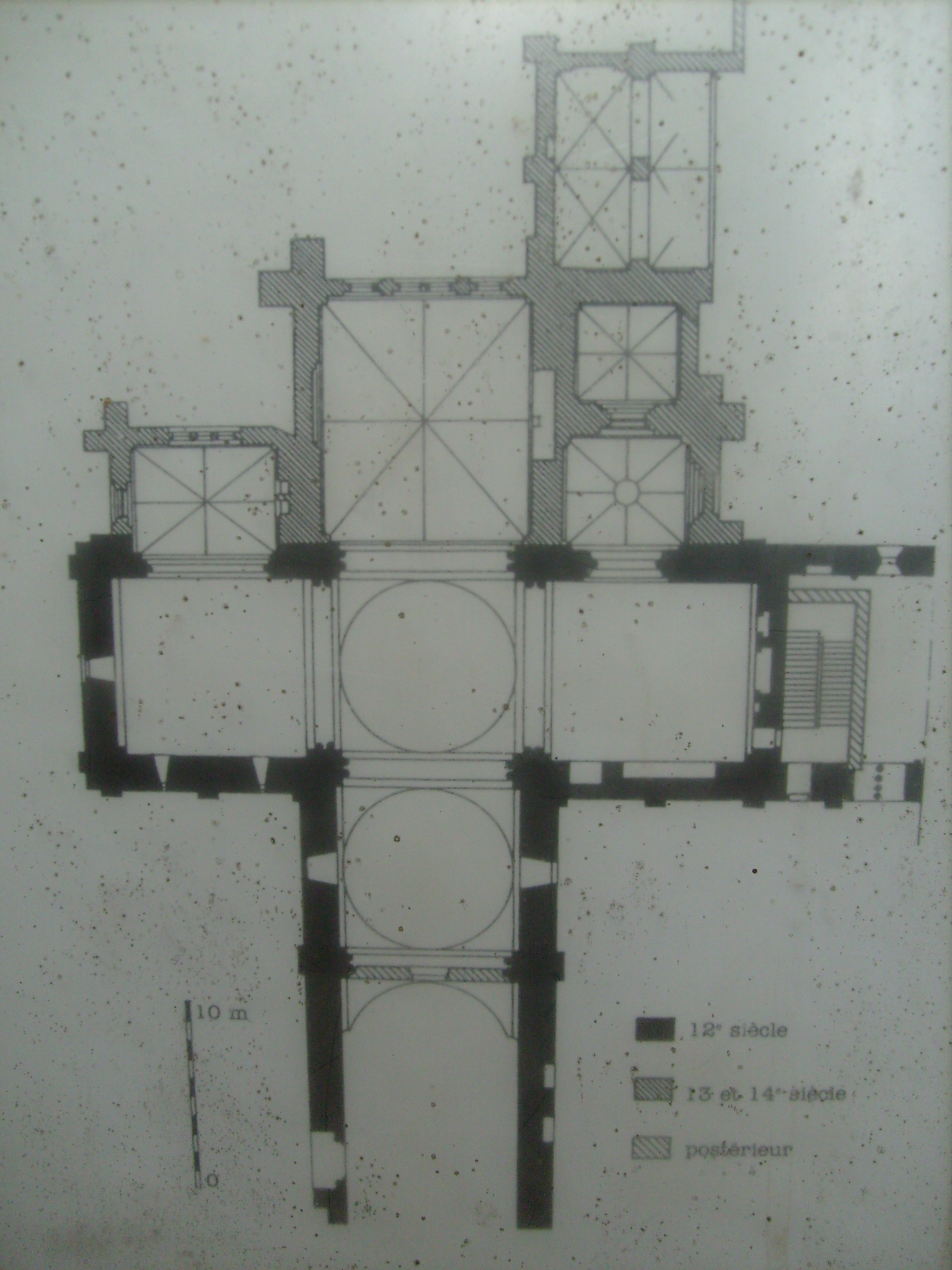
Plan de l'église abbatiale.

Le croisillon sud supporte le clocher, reconstruit au XIVe siècle. Celui-ci, ayant succédé à un clocher roman bâti à la croisée du transept, est formé d'une puissante tour tapissée de deux étages d'arcatures, surmontée d'un étage octogonal cantonné de quatre pinacles. Prévu pour supporter une flèche de pierre, il demeure inachevé. Le croisillon nord servit pendant plusieurs siècles d'église paroissiale, après la destruction de l´église Saint-André, rasée pendant les guerres de Religion. Un campanile est toujours visible à l'extérieur du sanctuaire. 
Le croisillon nord abrite un retable du XVIIIe siècle, auparavant installé dans le chœur : il fut déplacé durant la campagne de restauration menée entre 1962 et 1983. Richement orné, il comporte en son centre un tableau représentant l´Assomption de la Vierge. 
Le chevet, reconstruit dans le style gothique après la destruction de l'abside romane durant la guerre de Cent Ans, est abondamment éclairé par une série de trois baies gothiques. Si l'ensemble du sanctuaire est relativement dépouillé, comme le voulait la tradition monastique, le chœur abrite deux clefs de voûte sculptées. L'une représente saint Jean-Baptiste et l'agneau de Dieu, l'autre montre l'assomption de Marie. 
Sous le clocher, quelques chapiteaux présentent des figures végétales et humaines. Celles-ci sont néanmoins très discrètes, afin de ne pas détourner l'attention des moines de la prière.

### Le logis abbatial
Le logis abbatial, reconstruit au XVIIIe siècle sous la direction du quatrième abbé commendataire, se trouve à l'emplacement de l'ancien réfectoire. Bâti sur deux niveaux, il comporte au premier étage une galerie en arcades, donnant sur quatre vastes pièces. Au rez-de-chaussée se trouvent quatre salles à manger.
Le logis abbatial a été classé monument historique en 1989. Sa façade a été restaurée en 2016.

### La salle capitulaire

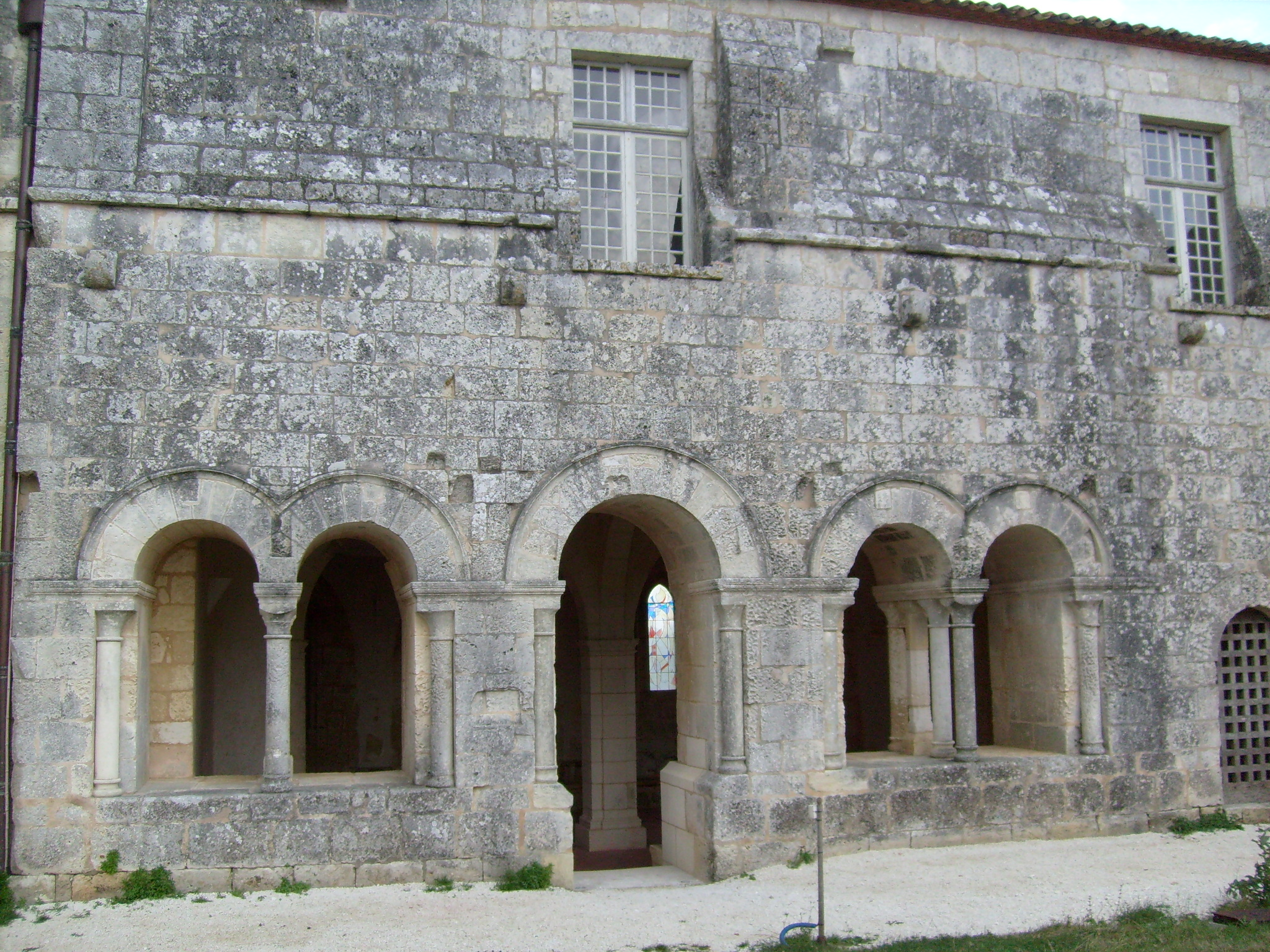
L'extérieur de la salle capitulaire.

La salle capitulaire, récemment restaurée, a perdu ses voûtes en 1925. Elle a néanmoins conservé ses quatre baies romanes. Elle est surmontée de l'ancien dortoir des moines.

### Le grenier à grain
Le grenier à grain ou « grenier d'abondance », situé au premier étage du corps de bâtiment situé en face de l'abbatiale dans le cloître, mesure 320 m2. Il repose sur des caves voûtées et se caractérise par une charpente massive ; il sert pour les rassemblements organisés par la communauté, ainsi que pour des évènements culturels (expositions, concerts),.

### Portail de Bourgogne
Cette porte de style baroque a été construite par le dernier abbé commendataire du lieu, Marie-Nicolas de Bourgogne. Elle porte la date de 1788. On peut y remarquer un détail insolite, témoignage de l'époque révolutionnaire : plusieurs écussons, prévus pour contenir les armoiries des abbés, ont été recouverts d'inscriptions telles que « La nation, la loy, le roy » en 1789. Le mot « roy » a été gratté ultérieurement.

## Autres éléments remarquables
Dans la cour de l'abbaye est planté un noyer d'Amérique (Juglans nigra) classé comme arbre remarquable depuis juillet 2001, âgé de 140 ans ou plus, considéré comme l'un des plus beaux arbres de Saintonge. Selon une légende, il aurait été planté à la fin du XVIIIe siècle pour commémorer l'indépendance des États-Unis. Il aurait en fait été planté vers 1880 par un descendant de Charles Lemoine, commissaire de la marine à Rochefort, qui avait acheté l'abbaye de Sablonceaux en 1791 lorsqu'elle a été déclarée bien national.

## Activités

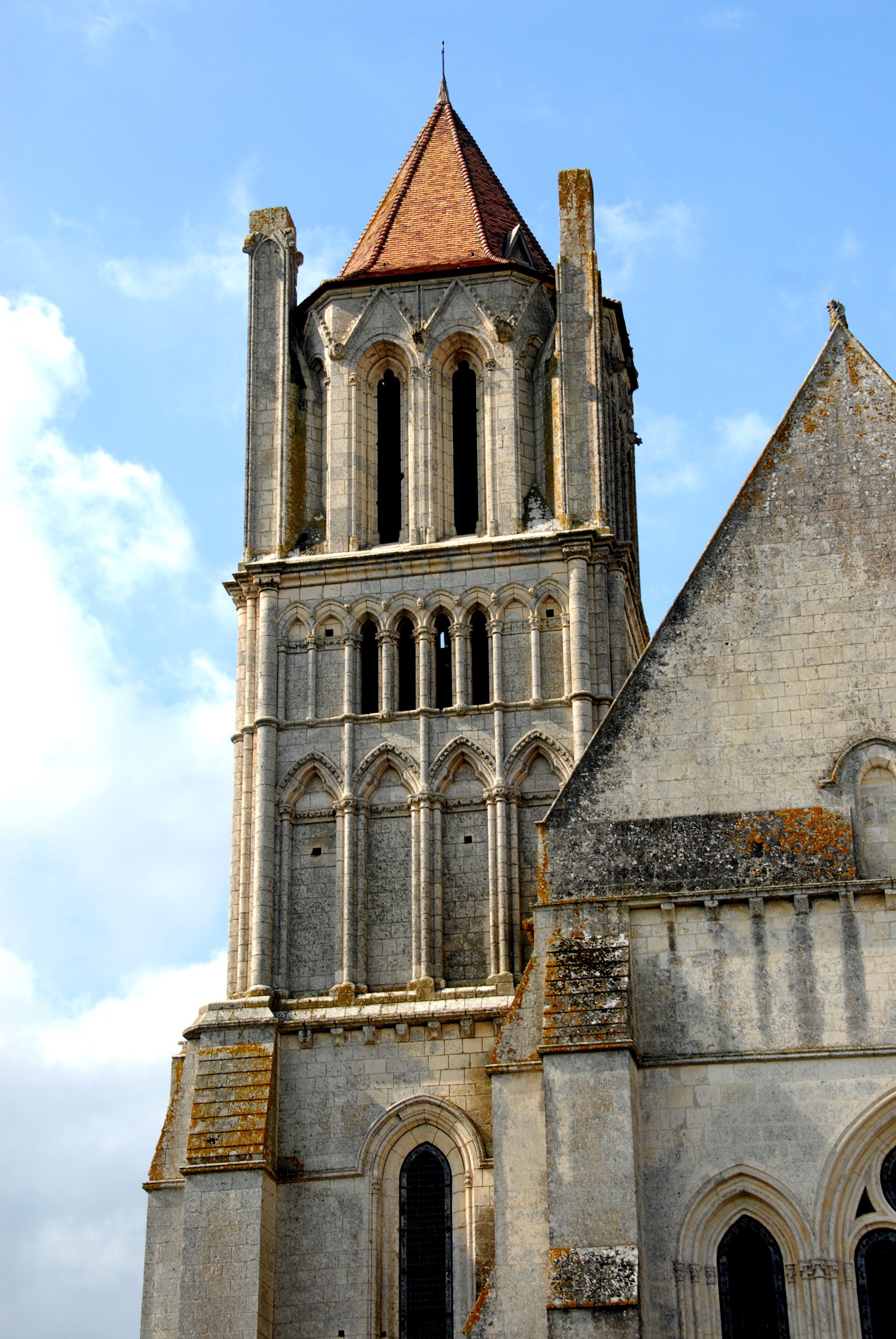
Le clocher de l'église abbatiale.

- La Communauté du Chemin Neuf est une communauté catholique à vocation œcuménique née à Lyon en 1973. Elle est installée dans l'abbaye depuis le rachat de celle-ci par l'évêché de La Rochelle et Saintes. Toute l'année, ses membres, clercs et laïcs, prient et travaillent ensemble, accueillant les visiteurs de l'abbaye. Afin de faire vivre la communauté, un magasin de produits monastiques a été ouvert.
- Les offices religieux sont célébrés quatre fois par jour :
  - laudes à 7 heures 30,
  - eucharistie à 12 heures,
  - adoration eucharistique à 18 heures 30

Les horaires sont différents le mardi.
- Pendant l'été, la Communauté du Chemin Neuf accueille le public les après-midi pour des visites guidées, sauf le mardi, jour réservé à la vie spirituelle personnelle.

## L'abbaye dans la culture populaire
L'abbaye a servi de cadre au tournage du film Fièvres, sorti en 1942, dans lequel Tino Rossi tient le rôle d'un chanteur à succès devenu moine.